# Pinging (6 Figures)
Pinging (6 Figures) è un singolo del rapper britannico Central Cee, pubblicato il 14 gennaio 2021 come terzo estratto dal primo mixtape Wild West.

## Descrizione
Prodotta da Itchy, la strumentale è stata scritta in chiave mi minore, e i battiti per minuto sono pari a 71.

## Video musicale
Il videoclip è stato pubblicato sul canale YouTube GRM Daily in concomitanza con l'uscita del brano. Diretto da Teeeezy G, mostra il rapper ballare e divertirsi con i suoi amici per strada.

## Tracce
Download digitale
Testi di Oakley Caesar-Su.
1. Pinging (6 Figures) – 2:45 (musica: Itchy)
2. Loading – 2:53 (musica: Hargo)

## Formazione
- Central Cee – voce, testo
- Itchy – produzione

## Classifiche
| Classifica (2021) | Posizione massima |
| ----------------- | ----------------- |
| Regno Unito       | 44                |